# Bracquemont
Bracquemont foi uma comuna francesa na região administrativa da Normandia, no departamento de Sena Marítimo. Estendia-se por uma área de 4,83 km². Em 2010 a comuna tinha 880 habitantes (densidade: 182,2 hab./km²).
Em 1 de janeiro de 2019, passou a formar parte da nova comuna de Petit-Caux.